# Jessica McDonald
Jessica Marie McDonald (Phoenix, 28 febbraio 1988) è un'ex calciatrice statunitense, di ruolo attaccante.

## Carriera

### Nazionale
McDonald viene chiamata dalla Federcalcio statunitense per vestire le maglie delle giovanili under-16, Under-17, Under-20, con la quale sotto la guida tecnica di Jill Ellis disputa il torneo femminile dei Giochi panamericani di Rio de Janeiro 2007 ottenendo un secondo posto perdendo la finale con il Brasile,  e Under-23.
Viene convocata nella nazionale maggiore il 2 novembre 2016, facendo il suo debutto 8 giorni più tardi nell'amichevole vinta 8-1 con la Romania

## Palmarès

### Club
- National Women's Soccer League: 3

Western New York Flash: 2016
North Carolina Courage: 2018, 2019

### Nazionale
- Campionato mondiale: 1

2019
- SheBelieves Cup: 1

2020